# Octavarium (píseň)
"Octavarium" je píseň progressive metalové/rockové kapely Dream Theater ze stejnojmenného alba.

## Kompozice
Píseň začíná Jordan Rudess na svůj Haken Continuum Fingerboard (rozšíření kláves, které umožňuje jemnější přechody mezi tóny) a pedálovou steel kytaru, s odkazy na skladby "Shine On You Crazy Diamond" od Pink Floyd, "Bijou" od Queen, skupinu Tangerine Dream a album Scenes Martyho Friedmana.
Octavarium také vzdává hold progressive rockovým kapelám jako Pink Floyd tím, že má 24 minut, a pracuje s množstvím rytmických a melodických nápadů. Dream Theater také jak ve skladbě, tak i na zbytku stejnojmenného alba, využívají šestnáctičlenný orchestr. To albu dodává orchestrální nádech, což je v žánru progressive rock poměrně běžné.

## Věty
Octavarium má pět částí, a začíná o oktávu výš, než "The Root Of All Evil".

### I. Someone Like Him
- 0:00 – 8:47 (8:47)
- Text John Petrucci

Tato část, začínající sólem Jordana Rudesse na Continuum / steel kytaru, je vyprávěna z první osoby. Představuje myšlenky člověka, který se rozhoduje, jakým směrem se ubírat ve svém životě, a jeho snahu nestat se jen obyčejným člověkem. To je zřejmě inspirováno tématem 'carpe diem' – 'užívej dne', které významně ovlivnilo album A Change of Seasons.
Tomuto člověku se úspěšně povedlo žít neobyčejný život, ale nyní se ohlíží, a přeje si být obyčejný 'someone like him' – 'někdo jako on'. To také souvisí tématem 'kompletního kruhu' celého Octavaria – 'příběh končí tam, kde začal'.
Podle jiné teorie je tato část o hudební kariéře Johna Petrucciho, kdy nejprve obdivoval své vzory, ale nechtěl je jen napodobovat, načež změnil názor, a uvědomil si, že celou dobu chtěl psát progresivní rock.
Při hraní "Octavaria" živě používá v této větě John Petrucci svoji speciální šesti- a dvanáctistrunnou kytaru s dvěma krky – "Blue Sparkle". Tuto kytaru dále naživo používá při skladbách "Solitary Shell" ze Six Degrees of Inner Turbulence, "Regression" z Metropolis Pt. 2: Scenes from a Memory a několika skladbách z The Astonishing.

### II. Medicate (Awakening)
- 8:48 – 13:49 (5:01)
- Text James LaBrie

Člověk se probouzí, a zjišťuje, že u jeho lůžka sedí lékař. Lékař mu vysvětlí, že byl 30 let v katatonickém spánku, ale teď věří, že ho vyléčil. Najednou ale pacient začne zoufale potřebovat lékařovu pomoc, protože cítí, jak znovu ztrácí vědomí. Lékař mu předepisuje vyšší dávku léků, ale ta nepomáhá. Navzdory lékařovu neúspěchu mu pacient říká, že to není jeho chyba, a že by se za to neměl stydět. Nakonec pacient znovu upadá do kómatu. Tato část koresponduje s dějem filmu Awakenings (Čas probuzení).
Opět také odkazuje k tématu 'vše končí tam, kde to začalo'.

### III. Full Circle
- 13:50 – 18:27 (4:37)
- Text Mike Portnoy

Full Circle je óda Mikea Portnoye na jeho hudební vzory. V textu odkazuje na své oblíbené písně, kapely a další. Tento styl kompozice se nazývá cento. Opět je zmíněn i odkaz na jednotné téma celé skladby – 'vše končí tam, kde začalo'. Výčet odkazů je propojen tak, že poslední slabika či slovo předchozího termínu je zároveň začátkem toho následujícího, což ještě posiluje důraz na to, že vše je propojené. To je společným tématem většiny alb Dream Theater. S tím nenápadně souvisí i samotný výběr zmíněných vzorů, celá sekce začíná i končí odkazem na Pink Floyd. Navíc je zde rytmus kláves podobný písni "In the Cage" od Genesis.
- Isn't This Where We Came In? – z alba The Wall od Pink Floyd
- "Sailing on the Seven Seas" – Orchestral Manoeuvres in the Dark
- "Seize the Day" – Téma alba A Change of Seasons a význam fráze 'carpe diem' – 'užívej dne', což je také název třetí věty skladby
- "Day Tripper" – The Beatles
- Per diem – latinská fráze 'každý den'
- Jack the Ripper – anglický sériový vrah
- Ripper Owens – bývalý zpěvák Judas Priest, který převzal svou přezdívku z písně "The Ripper"
- Owen Wilson – herec
- Wilson Phillips – kapela
- "Supper's Ready" – Genesis
- "Lucy in the Sky with Diamonds" – The Beatles
- "Diamond Dave" – přezdívka Davida Lee Rotha a píseň z jeho stejnojmenného alba z roku 2003
- Dave’s Not Here – známá fráze z alba Cheech and Chong
- "Here I Come to Save the Day" – refrén a znělka seriálu Mighty Mouse
- Day for Night – Spock's Beard
- Nightmare Cinema – alternativní název kapely, který Dream Theater užívají, když si členové vymění nástroje
- "The Cinema Show" – Genesis
- "Show Me The Way" – Styx
- "Get Back" – The Beatles
- Home Again – z "Breathe (Reprise)" od Pink Floyd
- "Flying off the Handle" – Peter Blegvad, King Strut
- "Handle with Care" – Traveling Wilburys
- "Careful with That Axe, Eugene" – Pink Floyd
- "Gene Gene the Dance Machine" – The Gong Show
- "Machine Messiah" – Yes
- "Light My Fire" – The Doors
- "Pinhead (Gabba Gabba Hey)" – The Ramones
- "Hey Hey, My My" – Neil Young
- "My Generation" – The Who
- Home Again – z "Breathe (Reprise)" od Pink Floyd

### IV. Intervals
- 18:28 – 19:51 (1:23)
- Text Mike Portnoy

Před každou slokou říká Mike Portnoy číselné pořadí. V každé sloce je odkaz na píseň z alba Octavarium, a ukázka z ní zazní v pozadí. Po každé sloce se postupně zintenzivňují rytmy kytar a bicích.
- Mike Portnoy říká "Root"
  - "Take all of me" (čas 3:03 v "The Root of All Evil") hraje v pozadí
- Mike Portnoy říká "Second"
  - "Don't let the day go by" (čas 4:21 v "The Answer Lies Within") hraje v pozadí
- Mike Portnoy říká "Third"
  - Ukázka z "These Walls" hraje v pozadí
- Mike Portnoy říká "Fourth"
  - "I walk beside you" (čas 1:06 v "I Walk Beside You") hraje v pozadí
- Mike Portnoy říká "Fifth"
  - "Hysteria" (čas 3:55 v "Panic Attack") hraje v pozadí
- Mike Portnoy říká "Sixth"
  - "What would you say" (čas 3:03 v "Never Enough") hraje v pozadí
- Mike Portnoy říká "Seventh"
  - Ukázka z "Sacrificed Sons" hraje v pozadí
- Mike Portnoy říká "Octave"
  - "Side effects appear" (čas 11:52 v Octavarium, Part II) hraje v pozadí

| Root                   | Our deadly sins fill his mortal wrath Remove all obstacles from our path         |                 | Fifth   | Tortured insanity, a smothering hell Try to escape but to no avail                             |
| The Root of All Evil   | Our deadly sins fill his mortal wrath Remove all obstacles from our path         | Panic Attack    |         | Tortured insanity, a smothering hell Try to escape but to no avail                             |
| Second                 | Asking questions, search for clues The answer's been right in front of you       |                 | Sixth   | The calls of admirers who claim they adore Drain all your lifeblood while begging for more     |
| The Answer Lies Within | Asking questions, search for clues The answer's been right in front of you       | Never Enough    |         | The calls of admirers who claim they adore Drain all your lifeblood while begging for more     |
| Third                  | Try to break through, long to connect Fall on deaf ears with failed muted breath |                 | Seventh | Innocent victims of merciless crimes Fall prey to some madmen's impulsive designs              |
| These Walls            | Try to break through, long to connect Fall on deaf ears with failed muted breath | Sacrificed Sons |         | Innocent victims of merciless crimes Fall prey to some madmen's impulsive designs              |
| Fourth                 | Loyalty, trust, faith and desire Carries love through each darkest fire          |                 | Octave  | Step after step, we try controlling our fate When we finally start living it's become too late |
| I Walk Beside You      | Loyalty, trust, faith and desire Carries love through each darkest fire          | Octavarium      |         | Step after step, we try controlling our fate When we finally start living it's become too late |

Na závěr části 'Octave' opakuje LaBrie větu "Trapped inside this Octavarum", která znamená, že mluvčí je uvězněn v kompletním kruh Octavaria, který začíná a končí stejně. Aby zvýraznil intenzitu tohoto prohlášení, LaBrie křičí vyšším hlasem, než jaký použil v písni více, než 10 let. Při čtvrtém opakování se dostává až do tóniny G5, což je nejvyšší zpívaný tón, který lze ve studiových skladbách Dream Theater slyšet. Je vyšší, než slavné F# v písni "Learning to Live" (později ho ještě převýšil refrén písně "Build Me Up, Break Me Down" z alba A Dramatic Turn of Events). Při živých vystoupeních většinou LaBrie zpívá první tři opakování ve stejné tónině, potom tón zvýší při posledních dvou slabikách slova 'Octavarium', někdy až do výše A5. Poté tón drží a melodicky opakuje směrem dolů.

### V. Razor's Edge
- 19:52 – 24:00 (4:10)
- Text John Petrucci

Tato věta již jen zvýrazňuje cyklickou povahu všech věcí, stejně jako celého alba, které končí tam, kde začalo. Využívá stejnou melodii, která se objevuje na konci první skladby, a končí stejným tónem, kterým začíná "The Root of All Evil". K zacyklení přispívá i fakt, že se jedná o pátou část skladby "Octavarium", přičemž první píseň alba "The Root of All Evil" začíná částí šest, a dál pokračuje ve dvanáctikrokovém postupu.
Je také vyvrcholením celé skladby a alba, jelikož je pátou větou osmé skladby. Tím navazuje na celé téma 5:8. Při živém představení v rámci "Schmedley Wilcox" na albu Chaos in Motion přidává Mike Portnoy do částí této věty vokální prvky.
Název této sekce je odkazem na píseň "The Evil That Men Do" od Iron Maiden. Najdeme zde také odkaz na epické progresivní album Hemispheres od Rush, díky zrcadlení tématu 'perfektní sféry' (Hemispheres – "...With the heart and mind united in a single perfect sphere."; Octavarium – "A Perfect Sphere, colliding with our fate...").
První i poslední věty také napsal stejný hudebník, což znovu odkazuje na "vše končí tam, kde začalo".

## Obsazení
- James LaBrie – hlavní zpěv
- John Petrucci – kytara
- John Myung – basová kytara
- Jordan Rudess – klávesy, continuum, pedálová steel kytara
- Mike Portnoy – bicí, vedlejší zpěv